# Миафизитство
Миафизи́тство (от др.-греч. μία — «единая» + φύσις — «природа, естество») — используемое в современной богословской литературе наименование христологической доктрины, утверждающей единство природы Богочеловека Иисуса Христа без смешения и разделения в Нём божественной и человеческой природ.
Среди современных церквей миафизитства придерживаются Армянская апостольская, Коптская православная, Эфиопская православная, Сиро-яковитская православная, Маланкарская сирийская православная, Сиро-малабарская восточнокатолическая и Эритрейская православная церкви.

## Сущность доктрины
Миафизитство также называется умеренным монофизитством, в отличие от крайнего монофизитства (евтихианства), согласно которому объединение двух природ во Христе при Его воплощении привело к поглощению человеческого естества божеством, либо к образованию некой третьей сущности, не являющейся ни Богом, ни человеком. В настоящее время нет церквей, которые следуют крайней монофизитской христологии.
Принципиальным отличием миафизитства от евтихианства полагают признание первыми единосущия Христа людям по человечеству. При этом миафизиты  считают Христа хотя и истинным, но не вполне тождественным людям по природе человеком, а ограниченным в пользу Божества, Его человечество «пассивным объектом божественного воздействия».
Миафизиты отрицают слияние Божества и человечества во Христе, но отождествляют термин «природа» с термином «лицо» или «ипостась», так что формула «одна природа» является для них способом выразить единство Христа. Они подчеркивают полноту человечества Иисуса Христа, но отказываются признать за ним статус «природы». Миафизиты считают, что во Христе только одна «воля» и одно «действие», то есть «одно богомужное действие».
Миафизитство является традиционным для существующих в настоящее время Древневосточных (нехалкидонских) православных (ориентальных) церквей. Эти церкви принимают только первые три Вселенских собора, отвергая Халкидонский (Четвёртый Вселенский собор). К этим церквям относятся Армянская апостольская, Коптская, Эфиопская, Сиро-яковитская, Маланкарская сирийская, Малабарская сирийская и Эритрейская церкви. Эти церкви в православной и католической литературе нередко именуются монофизитскими, однако сами эти церкви отвергают термин «монофизитство» применительно к своему учению. Они относят термин монофизитство исключительно к евтихианству и анафематстовали Евтихия. Представители этих церквей предпочитают называть свою доктрину «миафизитством». Они считают себя наследниками древней богословской традиции, восходящей к святителю Кириллу Александрийскому с употребляемым им выражением «единая (одна) природа Бога Слова воплощенная» (греч. μία φύσις τοῦ θεοῦ Λόγου σεσαρκωμένη). Святитель Кирилл, отстаивая истину этого единства против Нестория, использовал в своей полемике это выражение, что было разъяснено в православном смысле самим Кириллом. Он признавал, что можно говорить о двух природах Христа после воплощения, осуждал Аполлинария Лаодикийского и признавал полноту человеческой природы во Христе.
Миафизиты основывают свою христологию на богословии как святителя Кирилла, так и его предшественника святителя Афанасия Великого. Доктрина миафизитства сформирована в начале VI века такими учителями как Севир Антиохийский и Филоксен Маббугский.

## Формула «единая (одна) природа Бога Слова воплощённая»
В русской православной литературе формула святителя Кирилла Александрийского «μία φύσις τοῦ θεοῦ Λόγου σεσαρκωμένη» обычно переводится как калька с греческого: «единая природа Бога Слова воплощённая» или «одна природа Бога Слова воплощённая».
В миафизитской богословской литературе на русский и другие языки эта формула переводится как «Едина природа воплощённого Слова Божия» или «Одна природа воплощённого Бога Слова».
Непосредственным источником формулы «единая природа» для Кирилла Александрийского послужил небольшой трактат «Слово о воплощении», приписывавшийся первоначально Афанасию Александрийскому (не смешивать с крупным сочинением «Слово о воплощении Бога-Слова, и о пришествии Его к нам во плоти», также известным под именем Афанасия). Помимо Кирилла, авторство Афанасия впоследствии признавали такие византийские богословы, как Евлогий Александрийский, Анастасий Синаит и Иоанн Дамаскин. В то же время Леонтий Византийский атрибутировал трактат Аполлинарию Лаодикийскому. Антимонофизитскими полемистами VI—VII веков были приведены подробные и обстоятельные аргументы в пользу принадлежности «Слова о воплощении» не святителю Афанасию, а Аполлинарию. В конце XIX века учёные подтвердили вывод древних богословов и сделали его достоянием современной церковно-исторической науки. Трактат представляет собой исповедание веры (или отрывок из него), поданное Аполлинарием римскому императору Иовиану в 363-м году. С оговоркой «предположительно» принимают этот вывод и некоторые богословы Древневосточных православных церквей. У Аполлинария формула «единая природа» вошла одним из элементов в разработанную им христологическую модель, в рамках которой при Воплощении Бог Сын воспринимает человеческое естество таким образом, что человеческий ум заменяется в нём самим Логосом. Не вызывает сомнений, что и трактат, послуживший источником формулы, и богословская система Кирилла были свободны от этих специфических черт аполлинарианской христологии, хотя употребление Кириллом формулы «единая природа» и послужило для представителей Антиохийской богословской школы поводом для обвинений Кирилла в аполлинарианстве. В то же время значение и место этой формулы в богословской системе самого Кирилла и соотношение его богословия с богословием как сторонников, так и противников Халкидонского собора остаётся одним из наиболее дискутируемых вопросов в современной патрологии.
Согласно Лоис Фараг, профессору истории Древней церкви и монахине Коптской церкви, миафизитство, по формуле Кирилла Александрийского, означает, что после Воплощения нельзя говорить о двух природах, но об одной природе Христа, Бога-Слова, воплотившегося.

## Диалог православных церквей и дохалкидонских
В 1964 году в городе Орхус (Дания) начался диалог между богословами Православных церквей и Древневосточных православных церквей.
Третье заседание Смешанной комиссии по богословскому диалогу между Православной Церковью и Ориентальными церквами, с целью установления евхаристического общения между Церквями, состоялось в Православном Центре Константинопольского патриархата в Шамбези с 23 по 28 сентября 1990 года в Женеве. На заседании было составлено «второе согласованное заявление» и рекомендации церквам.
Последняя встреча в рамках богословских диалогов Православных Церквей с антихалкидонскими церквами состоялась в 1993 году в Шамбезе. По её результатам были выработаны «Предложения по снятию анафем». Эта встреча и последовавшие за ней документы вызвали целый ряд нареканий (не только в России, но и, например, на Афоне и в Сербии) в адрес священноначалия православных Церквей в следовании «экуменической ереси».
Эти документы не были утверждены на Архиерейском Соборе Русской православной церкви 1997 года и на Юбилейном Архиерейском Соборе РПЦ 2000 года.
В 1999 году В. М. Лурье в соавторстве с протодиаконом Андреем Кураевым опубликовали открытое письмо председателю богословской комиссии РПЦ МП митрополиту Минскому Филарету по поводу возможной унии Православных церквей с дохалкидонскими миафизитскими церквями с критикой документов, изданных в ходе встречи в Шабмезе в 1993 году.
Диалог продолжается и в настоящее время. Архиепископ Верейский Евгений в 2012 году говорил, что как в древности, так и в новое время, православные и армянские богословы вели переговоры об объединении, но поскольку представители Армянской Церкви всегда отказывались признать Халкидонский Собор, переговоры остаются безрезультатными.

### Научно-богословская литература
1. John Anthony McGuckin[англ.]. «The Encyclopedia of Eastern Orthodox Christianity» (недоступная ссылка), Publisher: Wiley-Blackwell, 2011.
2. Болотов В. В. «Лекции по истории древней Церкви». Том 4.
3. Протоиерей Давыденков О. В. Христологическая система Севира Антиохийского. — М: Изд-во ПСТГУ, 2007. — 328 с. ISBN 978-5-7429-0257-7.
4. Карташёв А. В. Вселенские Соборы. Париж, 1963
5. Ларше Ж.-К. Христологический вопрос. По поводу проекта соединения Православной Церкви с Дохалкидонскими Церквами: нерешённые богословские и экклезиологические проблемы / пер.: Савва (Тутунов), иеромонах // Богословские труды. М., 2007. № 41. Дунаев А. Г.
(Рецензия: Богословские труды. — М.: Издательский Совет РПЦ, 2007. — Вып. 41)
6. Jean Meyendorff. Le Christ dans la Theologie Byzantine. Paris, 1968. (На английском: John Meyendorff. Christ in the Eastern Christian Thought. New York, 1969. Русский перевод: Прот. Иоанн Мейендорф. «Иисус Христос в восточном православном богословии». М., 2000.)
7. Artemi, E., «Mia physis of God Logos sesarkomeni» a) The analysis of this phrase according to Cyril of Alexandria b) The analysis of this phrase according to Apollinaris of Laodicea", Ecclesiastic Faros t. ΟΔ (2003), 293—304.
8. McGrath, Alistair. 1998. Historical Theology, An Introduction to the History of Christian Thought. Oxford: Blackwell Publishers. Chapter 1.

### Миафизитское богословие
1. Иеромонах Гевонд Оганесян, настоятель монастыря Святых Архангелов (Иерусалимский патриархат), кандидат богословских наук. «Армянское достояние на Святой Земле». Иерусалим, 2010. Архивная копия от 26 декабря 2012 на Wayback Machine.
2. H. H. Pope Shenouda III. «The Nature of the Christ».
3. Main doctrines and practice of the church. Ethiopian Orthodox Tewahedo Church.

### Разное
1. Брок С. Сирийский Восток: третье «легкое» Церкви? // Страницы 10:4 (2005), с.520-535